# Cinnyris pembae
La suimanga de Pemba (Cinnyris pembae) es una especie de ave paseriforme de la familia Nectariniidae.

## Distribución
Es endémica de la isla de Pemba e islotes adyacentes (Tanzania).